# Wenne
Wenne este o arie protejată (sit de importanță comunitară — SCI) din Germania întinsă pe o suprafață de 112,84 ha, integral pe uscat.

## Localizare
Centrul sitului Wenne este situat la coordonatele 51°16′31″N 8°11′17″E / 51.2753°N 8.1881°E.

## Înființare
Situl Wenne a fost declarat sit de importanță comunitară în martie 2001 pentru a proteja 1 specie de animale.

## Biodiversitate
Situată în ecoregiunea continentală, aria protejată conține 4 habitate naturale: Cursuri de apă de la nivel de câmpie la nivel montan, cu vegetație Ranunculion fluitantis și Callitricho-Batrachion, Izvoare petrifiante cu formare de travertin (Cratoneurion), Pante stâncoase calcaroase cu vegetație casmofită, Păduri de fag Luzulo-Fagetum.
La baza desemnării sitului se află o specie protejată de  pești: cicar (Lampetra planeri).